# Kancabchén (Halachó)
Kancabchén es una localidad del municipio de Halachó en el estado de Yucatán, México.

## Hechos históricos
- En 1970 cambia su nombre de Kancabchén a Kankabchén.
- En 1990 cambia su nombre de Kancabchén.

## Toponimia
El nombre (Kancabchén) significa en idioma maya "pozo de tierra roja".

## Demografía
Según el censo de 2005 realizado por el INEGI, la población de la localidad era de 421 habitantes, de los cuales 217 eran hombres y 204 eran mujeres.
| 72                          | 102 | 69 | 72 | 56 | 63 | 86 | 143 | 183 | 273 | 341 | 385 | 421 |
| (Fuente: INEGI [Consultar]) |     |    |    |    |    |    |     |     |     |     |     |     |